# Cantonul Saint-Priest
Cantonul Saint-Priest este un canton din arondismentul Lyon, departamentul Rhône, regiunea Rhône-Alpes, Franța.